# Museu Histórico Jacinto de Sousa
O Museu Histórico Jacinto de Sousa é um museu localizado na cidade de Quixadá, no estado do Ceará.
Foi criado em 27 de outubro de 1984 com o nome de Museu Histórico de Quixadá. Seu nome foi alterado, para homenagear o artista quixadaense Jacinto de Sousa, pela lei municipal n° 1999 de 11 de agosto de 2000. 
O museu ocupa uma casa construída em 1922 por Raimundo Franklin, um dos autores do monumento localizado na praça da estação, que fica em frente ao museu. A construção foi tombada em 14 de fevereiro de 2000 pelo decreto municipal n° 007.
Seu acervo é composto por utensílios, fotografias, maquetes, móveis, documentos, arte sacra, roupas, arquivos de áudio e vídeo e fósseis.